# Ојл Сити (Луизијана)
Ојл Сити (енгл. Oil City) град је у америчкој савезној држави Луизијана.

## Демографија
По попису из 2010. године број становника је 1.008, што је 211 (-17,3%) становника мање него 2000. године.
| Група             | 2000.       | 2010.       |
| Белци             | 658 (54,0%) | 568 (56,3%) |
| Афроамериканци    | 537 (44,1%) | 408 (40,5%) |
| Азијати           | 0 (0,0%)    | 4 (0,4%)    |
| Хиспаноамериканци | 21 (1,7%)   | 6 (0,6%)    |
| Укупно            | 1.219       | 1.008       |